# Олема (река)
Олема — река в России, протекает на юге Лешуконского района Архангельской области. Левый приток реки Вашка.
Длина реки составляет 27 км.
Течёт по лесной болотистой местности. Генеральным направлением течения является северо-восток, около устья поворачивает на юго-восток. Впадает в Вашку у южной окраины села Олема Олемского сельского поселения.
В среднем течении на высоте 48 м над уровнем моря в Олему с правой стороны впадает Сысья.

## Данные водного реестра
По данным государственного водного реестра России относится к Двинско-Печорскому бассейновому округу, водохозяйственный участок реки — Мезень от истока до водомерного поста у деревни Малонисогорская. Речной бассейн реки — Мезень.
Код объекта в государственном водном реестре — 03030000112103000048273.